# Crocallis aequaria
Crocallis aequaria är en fjärilsart som beskrevs av Fuchs 1910. Crocallis aequaria ingår i släktet Crocallis och familjen mätare. Inga underarter finns listade i Catalogue of Life.